# 詹姆斯·塞西尔·帕克
詹姆斯·塞西尔·帕克（英語：James Cecil Parke，1881年7月26日—1946年2月27日），爱尔兰男子网球运动员。他曾代表英国参加1908年夏季奥林匹克运动会网球比赛，搭档梅杰·里奇获得男子双打银牌。